# Iconcrash
Az Iconcrash egy electrorock/darkwave együttes Helsinkiből, Finnországból, melyet az énekes/zeneszerző Jaani Peuhu alapított. A bandatagok jelenleg Arttu Juntunen (billentyűk és háttérvokál), Riku-Niilo Mattila (basszusgitár), Matti Toivonen (gitár) és Oskari Vilmunen (dobok). Az angol-finn Parole Records lemezcég adta ki a Nude című debütáló albumukat 2005 tavaszán, majd ezután állt össze az élő együttes.
A második albumuk, az Enochian Devices 2010 tavaszán jelent meg a Dynasty Recordings és az EMI Finland együttműködésével. Az album felvételei a Dynasty Studios-ban és a Sonic Pump stúdióban zajlottak, és ez a folyamat több mint egy évig tartott. Az album jó fogadtatásban részesült és a kislemezek dalait, a Strange, Strange Dark Star-t és Everlasting-ot sokat játszották a rádiók és feljutottak az YleX legkeresettebb dalok listájának élére. A Strange, Strange Dark Star elhangzott Clive Barker Midnight Meat Train című filmjében is, amihez a remixet Justin Larsen (Lady Gaga, Linkin Park, Nine Inch Nails) készítette. Ezen kívül három dal szerepelt Petteri Summanen Blackout című filmjének betétdalai között.
Az Inkeroinen, az együttes harmadik albuma 2011. szeptember 14-én jelent meg a Dynasty Helsinki-n keresztül. Az album felvételei kevéssel több mint fél évig tartottak a Sonic Pump stúdióban Helsinkiben, a Miloco Music Box-ban Londonban, a Magnusborg stúdióban Porvoo-ban és a Ten Studios-ban Stockholmban. Peuhu vezetésével a bandatagok intenzíven dolgoztak a felvételek alatt. Ezen kívül több elismert szakember is közreműködött az album elkészítésében, többek között Lee Slater (The Vaccines, Thirty Seconds to Mars, Kylie Minogue, Glasvegas), Arttu Peljo (Chisu, Disco Ensemble, Sunrise Avenue, Jenni Vartiainen), Antti Eräkangas (Lauri, Von Hertzen Brothers, The Rasmus) és Sampo Haapaniemi (Egotrippi, Teleks, Johanna Kurkela). A Stockholm című szám klipjét sokat játszották Voice Tv-n és az MTV Finland-on.
2012 tavaszán az Iconcrash sikeresen részt vett az UMK-n, amelynek során kiválasztották, hogy ki képviselje Finnországot az Eurovíziós Dalfesztiválon. A We are the night című dalukkal az együttes bejutott a döntőbe és fellépett az Helsinki Jégcsarnokban, melyről az élő közvetítést félmillió ember követte a TV-ben. A dalt sokat játszották a rádiók is és háromszor feljutott az YleX legkeresettebb dalok listájának az élére, valamint az Estonian Radio 2 is játszotta.
A széles körű finnországi turné mellett az Iconcrash fellépett Angliában, Oroszországban, Közép-Európában, a Balti országokban és az USA-ban. Az együttes fellépett olyan nemzetközi zenekarokkal, mint a My Chemical Romance, a Kaiser Chiefs, a The White Lies, a Anathema, a Royal Republic és a Atari Teenage Riot.

## Diszkográfia
- "Happy?" (promo CD single) (2003)[1]
- Viola / Iconcrash EP (11.3.2004)
- Nude (3.16.2005)
- "The Lovers" (radio single, 2005)
- "Strange, Strange Dark Star" (single, 2009)
- "Everlasting" (single, 2009)
- Enochian Devices (5.26.2010)
- "Sleeper" (single, 2010)
- "Never Ever" (single, 2010)
- "Delete" (single, 2011)
- "Stockholm" (single, 2011)
- Inkeroinen (9.14.2011)
- "We Are The Night" (single, 2012)
- Inkeroinen Special Edition (Including "We Are The Night") (2.29.2012)

## Válogatások
- Kunigunda Lunaria[2] Songs vol. 4 Kiadva: 2005. Dal: "The Lovers"
- Asian Billboard Promo Kiadva 2005. Dal: "The Lovers"
- Clive Barker's The Midnight Meat Train Soundtrack Album 2008.[3] Dal:"Strange, Strange Dark Star" (Justin Lassen Remix)
- Mama Trash Family Artists Volume II : In Trash We Trust.[4] Válogatásalbum 2008, Dal:"Lullaby For Nicole"

## Jelenlegi tagok
- Jaani Peuhu[5]
- Arttu Juntunen
- Matti Toivonen – Matti Toivonen játszott korábban a Valerian nevű együttesben.[6]
- Oskari Vilmunen – Oskari Vilmunen játszott korábban a Come Inside, a KMA, és a Heaven'n Hell[7] nevű együttesekben
- Riku-Niilo Mattila – Riku-Niilo Mattila, az Iconcrash mellett a Scarlet Youth[8] nevű együttesben is játszik.

## Együttműködők
- Rory Winston, aki közreműködött néhány dalszövegben Jaanival, költő és forgatókönyvíró is, dalokat írt Indicának, a Private Line-nak és Pete Parkkonennek
- Sampo Haapaniemi (Egotrippi, Teleks, Johanna Kurkela) együttműködött az Inkeroinen c. albumon
- Lee Slater (The Vaccines, Thirty Seconds to Mars, Kylie Minogue, Glasvegas) a Stockholm és a Delete című számokat mixelte az Inkeroinen c. albumon
- Arttu Peljo (Chisu, Disco Ensemble, Sunrise Avenue, Jenni Vartiainen) a Dangerous című számot mixelte az Inkeroinen c. albumon
- Antti Eräkangas (Lauri, Von Hertzen Brothers, The Rasmus) mixelte az Inkeroinen c. albumot
- Pauli Rantasalmi (The Rasmus) együttműködött az Enochian Devices c. albumon
- Timo Tolkki (ex Stratovarious) együttműködött az Enochian Devices c. albumon
- Emily Cheeger aka Vuk énekesként együttműködött a Nude és az Enochian Devices c. albumokon

## Külső hivatkozások
- The Mission – Iconcrash Tour Blog
- Iconcrash: Enochian Devices Blog
- Iconcrash MySpace
- Iconcrash Hivatalos Website
- Iconcrash Magyar Website
- Iconcrash @Trig.com
- Iconcrash @ ReverbNation
- Iconcrash @ YouTube
- Iconcrash @ Facebook
- Iconcrash @ Buzznet